# Okunin (Nowy Dwór Mazowiecki)
Okunin – dwie części miasta Nowego Dworu Mazowieckiego, w województwie mazowieckim, w powiecie nowodworskim. Leży w najdalej na wschód wysuniętej części Nowego Dworu, w pobliżu Góry. Dawniej samodzielna miejscowość, w 1961 podzielona.
Uwaga: W granicach Nowego Dworu istnieją dwie części miasta o nazwie Okunin:
- SIMC 092121 (dawn. Okunin Pierwszy) – odpowiada położonej centralnie dawnej osadzie fabrycznej; w granicach miasta od 1961;
- SIMC 0008562 (dawn. Okunin Drugi) – odpowiada dawnej wsi-okolnicy Okunin (ulice Strażacka i Spokojna) wraz z prowadzącą od niej ku centrum miasta ulicy Okunin; w granicach miasta od 2002.

## Historia
W latach 1867–1952 wieś w gminie Góra w powiecie warszawskim; 20 października 1933 utworzono gromadę Okunin w granicach gminy Góra, składającą się z wsi Okunin, osady fabrycznej Okunin i stacji kolejowej Nowy Dwór.
W związku z utworzeniem powiatu nowodworskiego 1 lipca 1952, gromadę Okunin wyłączono z gminy Góra i włączono do gminy Janówek.
W związku z reorganizacją administracji wiejskiej jesienią 1954 gromada Okunin weszła w skład gromady Boża Wola, a po jej zniesieniu 31 grudnia 1959 do gromady Janówek I.
31 grudnia 1961 Okunin Pierwszy (osadę przyfabryczną) wyłączono z gromady Janówek I i włączono do Nowego Dworu Mazowieckiego.
Okunin Drugi pozostał w gromadzie Janówek I do końca 1972 roku, czyli do kolejnej reformy gminnej. 1 stycznia 1973, w związku z kolejną reformą administracyjną (odtworzenie gmin i zniesienie gromad i osiedli) wszedł on w skład nowo utworzonej gminy Skrzeszew w powiecie nowodworskim, 1 stycznia 1996 przekształconej w gminę Wieliszew. W latach 1975–1998 miejscowość administracyjnie należała do województwa stołecznego warszawskiego. 1999 w nowo utworzonym powiecie legionowskim, w województwie mazowieckim. 1 stycznia 2002 Okunin (Drugi) włączono do Nowego Dworu Mazowieckiego.